# Two Creeks
Two Creeks – miasto w Stanach Zjednoczonych, w stanie Wisconsin, w hrabstwie Manitowoc.